# Stor-Getarbergets naturreservat
Stor-Getarbergets naturreservat är ett naturreservat i Arvidsjaurs kommun i Norrbottens län.
Området är naturskyddat sedan 2024 och är 84 hektar stort. Reservatet ligger söder om sjön  Storavan  och består av gammal granskog och mellan  höjderna av myrmark. 